# Нарбонн
Нарбонн або Нарбо́на (фр. Narbonne, окс. Narbona — МФА: [nar'βunɔ], лат. Narbo Martius) — місто та муніципалітет у Франції, у регіоні Окситанія, департамент Од, в історичній області Окситанія. Населення — 51 546 осіб (2011).
Муніципалітет розташований на відстані близько 640 км на південь від Парижа, 85 км на південний захід від Монпельє, 55 км на схід від Каркассонна, за 12 км від Ліонської затоки. Через місто протікає канал Робін, що є частиною Південного каналу, який з'єднує Середземне море з Атлантичним океаном.

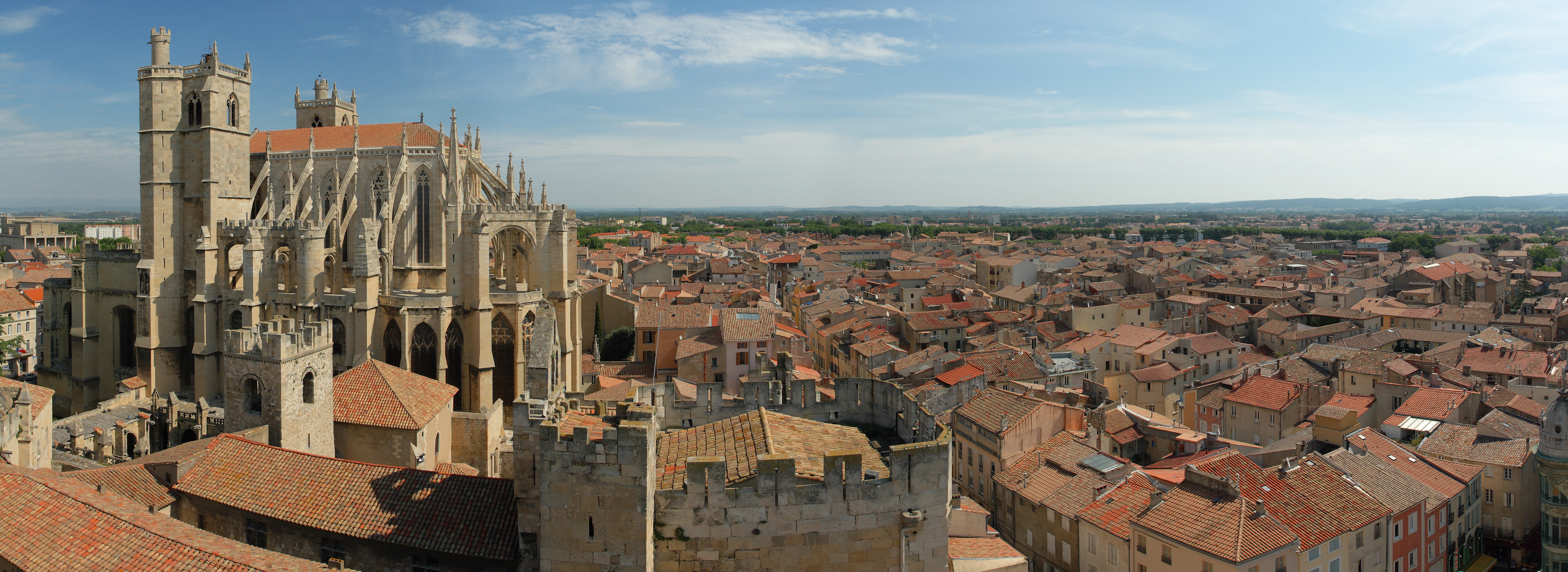
Панорама міста

У місті збереглися руїни давньоримських мурів та знаменитий собор Святого Жюста. Місто відоме своєю торгівлею медом. Мешканців — 46,510 осіб (1999 р.).

## Назва міста в українській мові
В українській мові фіксуються кілька традиційних назв для цього міста: 
- у словнику [Архівовано 25 червня 2013 у WebCite] УМІФ — Нарбонн (іменник чоловічого роду), хоча у французькій та окситанській мовах назва міста — жіночого роду (зазвичай — але не завжди — назви французьких міст жіночого роду в українській мові подаються з закінченням -а, якому у французькій мові відповідає закінчення -e, а в окситанській закінчення -a, наприклад Тулуза — фр. Toulouse, окс. Tolosa, лат. Tolosa, але Каркассонн — фр. Carcassonne, окс. Carcassona, лат. Carcasso / Carcassum). У латині назва міста — чоловічого роду, але форма, зафіксована «УЛІФ», є похідною не від латинської назви міста, а від французької, оскільки фіксується подвійне «н» (французька орфографія).
- назва Нарбона[4], зокрема зустрічається у перекладах латинських текстів.

## Історія

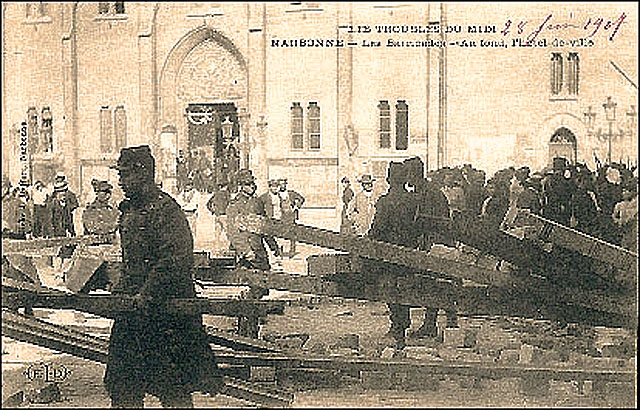
Барикади в Нарбонні 1907

Місто відоме подіями 1907 року, коли французькі винороби протестували проти шапталізації вина.  Безлади в місті Нарбонна спонукали прем'єр-міністра Жоржа Клемансо направити французьку армію в місто. Зіткнення призвело до загибелі п'яти протестуючих.
До 2015 року муніципалітет перебував у складі регіону Лангедок-Русійон. Від 1 січня 2016 року належить до нового об'єднаного регіону Окситанія.

## Демографія
Динаміка населення (INSEE ):
Розподіл населення за віком та статтю (2006):
| Стать | Всього | До 15 років | 15-24 | 25-44 | 45-64 | 65-85 | Понад 85 |
| --- | ------ | ----------- | ----- | ----- | ----- | ----- | -------- |
| Чоловіки | 23 872 | 4179        | 3236  | 6005  | 6091  | 3871  | 490      |
| Жінки | 26 914 | 3748        | 3344  | 6513  | 7029  | 5376  | 904      |
| \| Статево-вікова піраміда \| Статево-вікова піраміда \| Статево-вікова піраміда \| \| ----------------------- \| ----------------------- \| ----------------------- \| \| Чоловіки \| Вік \| Жінки \| \| 490 \| 85 + \| 904 \| \| 651 \| 80-84 \| 1129 \| \| 960 \| 75-79 \| 1336 \| \| 1147 \| 70-74 \| 1535 \| \| 1113 \| 65-69 \| 1376 \| \| 1371 \| 60-64 \| 1671 \| \| 1577 \| 55-59 \| 1913 \| \| 1600 \| 50-54 \| 1716 \| \| 1543 \| 45-49 \| 1729 \| \| 1571 \| 40-44 \| 1918 \| \| 1600 \| 35-39 \| 1570 \| \| 1368 \| 30-34 \| 1585 \| \| 1466 \| 25-29 \| 1440 \| \| 1464 \| 20-24 \| 1686 \| \| 1772 \| 15-20 \| 1658 \| \| 1472 \| 10-14 \| 1322 \| \| 1348 \| 5-9 \| 1311 \| \| 1359 \| 0-4 \| 1115 \| |        |             |       |       |       |       |          |
| Статево-вікова піраміда |        |             |       |       |       |       |          |
| Чоловіки | Вік    | Жінки       |       |       |       |       |          |
| 490 | 85 +   | 904         |       |       |       |       |          |
| 651 | 80-84  | 1129        |       |       |       |       |          |
| 960 | 75-79  | 1336        |       |       |       |       |          |
| 1147 | 70-74  | 1535        |       |       |       |       |          |
| 1113 | 65-69  | 1376        |       |       |       |       |          |
| 1371 | 60-64  | 1671        |       |       |       |       |          |
| 1577 | 55-59  | 1913        |       |       |       |       |          |
| 1600 | 50-54  | 1716        |       |       |       |       |          |
| 1543 | 45-49  | 1729        |       |       |       |       |          |
| 1571 | 40-44  | 1918        |       |       |       |       |          |
| 1600 | 35-39  | 1570        |       |       |       |       |          |
| 1368 | 30-34  | 1585        |       |       |       |       |          |
| 1466 | 25-29  | 1440        |       |       |       |       |          |
| 1464 | 20-24  | 1686        |       |       |       |       |          |
| 1772 | 15-20  | 1658        |       |       |       |       |          |
| 1472 | 10-14  | 1322        |       |       |       |       |          |
| 1348 | 5-9    | 1311        |       |       |       |       |          |
| 1359 | 0-4    | 1115        |       |       |       |       |          |

## Економіка
2010 року серед 31 602 осіб працездатного віку (15—64 років) 21 215 були активними, 10 387 — неактивними (показник активності 67,1%, у 1999 році було 66,9%). З 21 215 активних мешканців працювали 17 334 особи (8814 чоловіків та 8520 жінок), безробітними було 3881 (1943 чоловіки та 1938 жінок). Серед 10 387 неактивних 3095 осіб було учнями чи студентами, 3181 — пенсіонерами, 4111 були неактивними з інших причин.

У 2010 році в муніципалітеті числилось 24106 оподаткованих домогосподарств, у яких проживали 49814,5 особи, медіана доходів виносила 15 871 євро на одного особоспоживача

## Галерея зображень

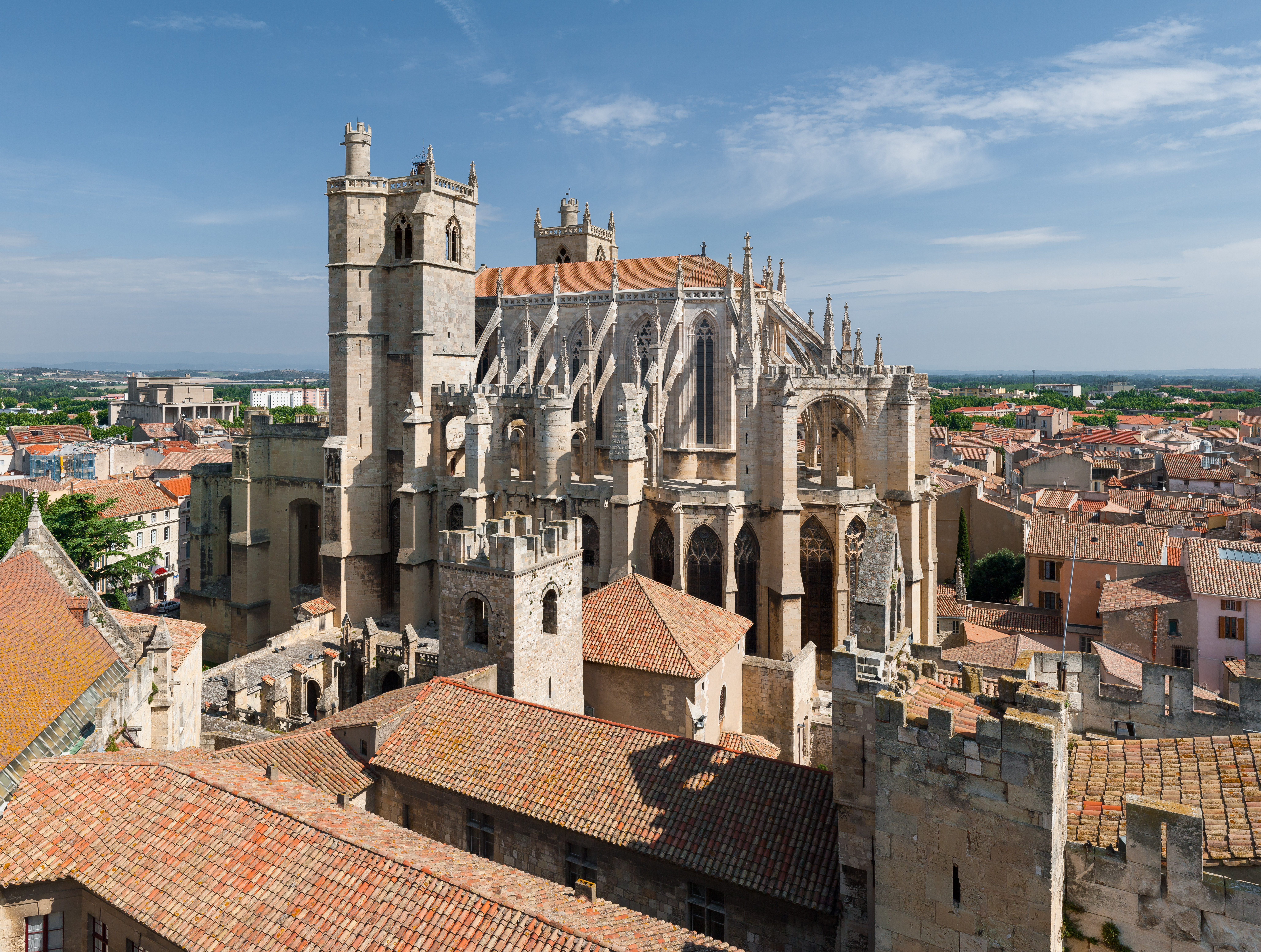
Кафедральний собор Святих Петра та Павла
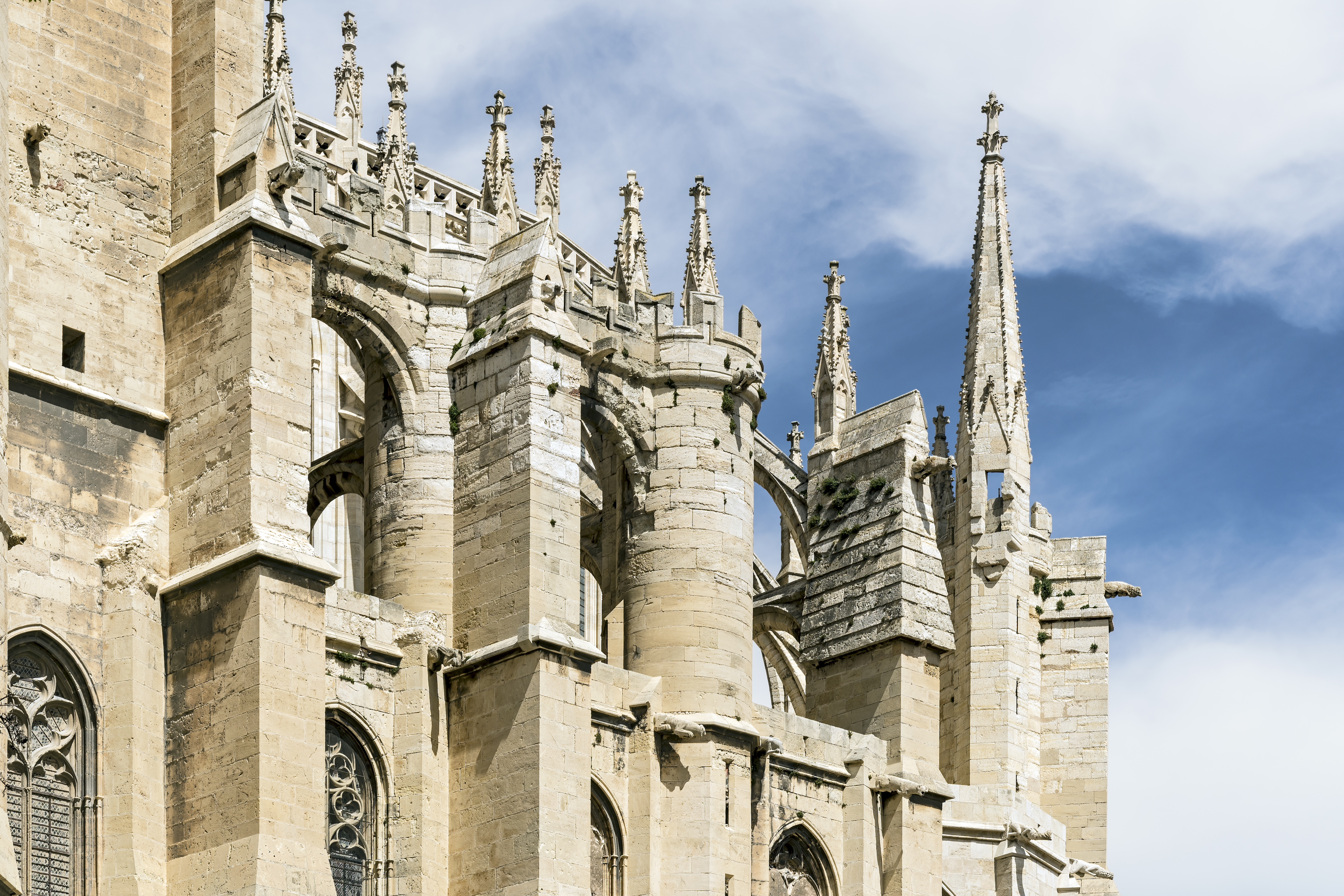
Собор Святого Жюста
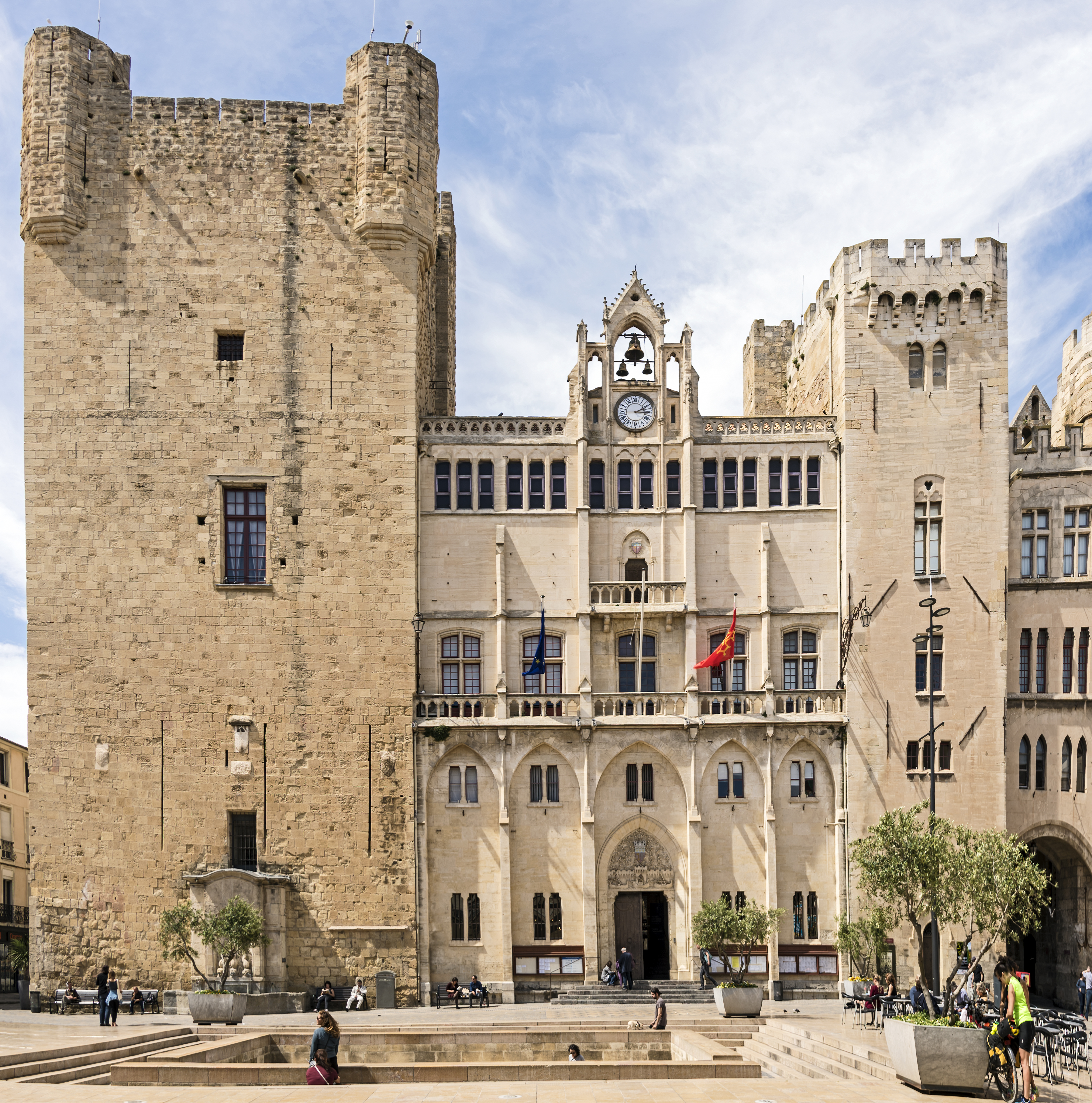
Палац архієпископа

## Уродженці Нарбонни
- Жое Буске — французький поет.